# Кейла (річка)

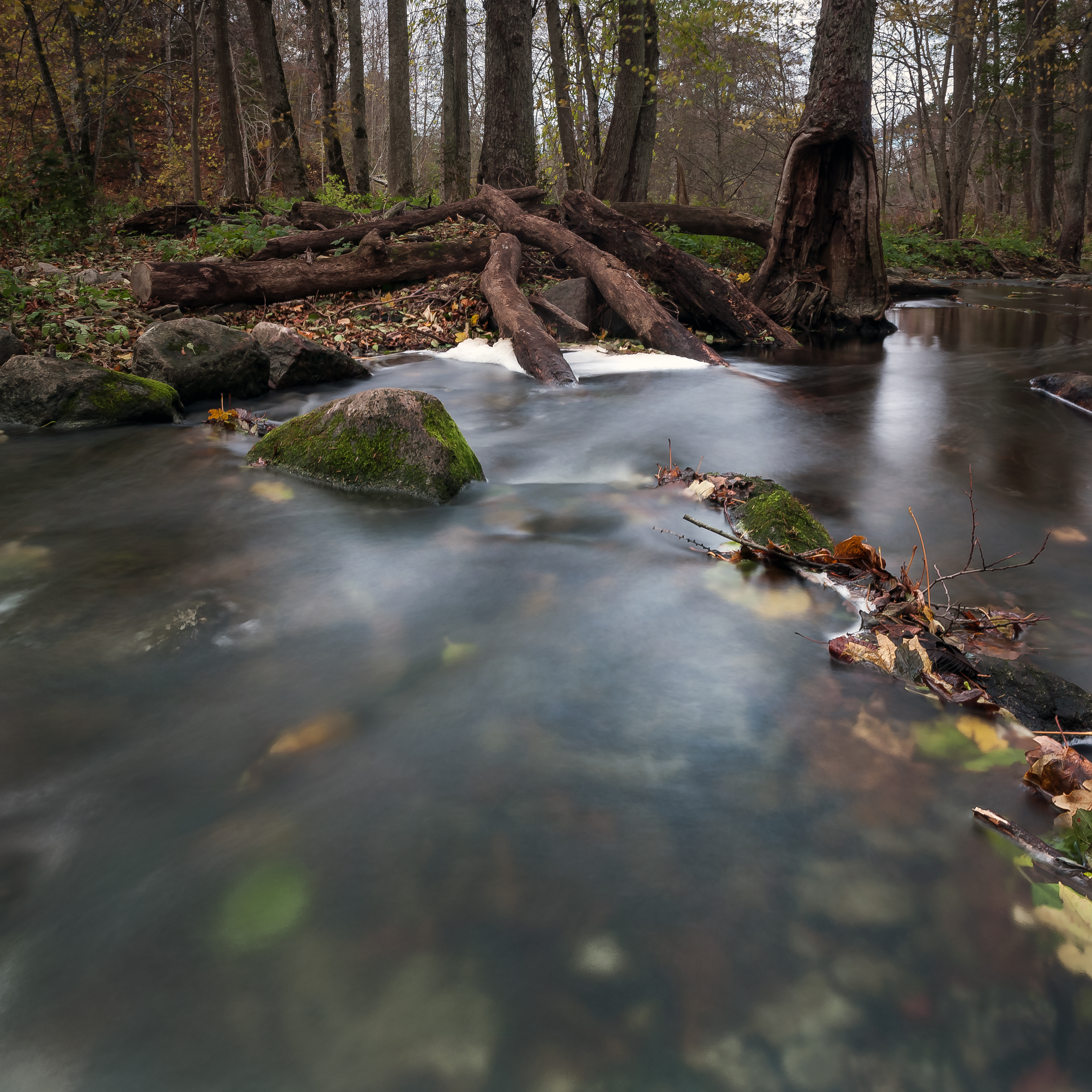
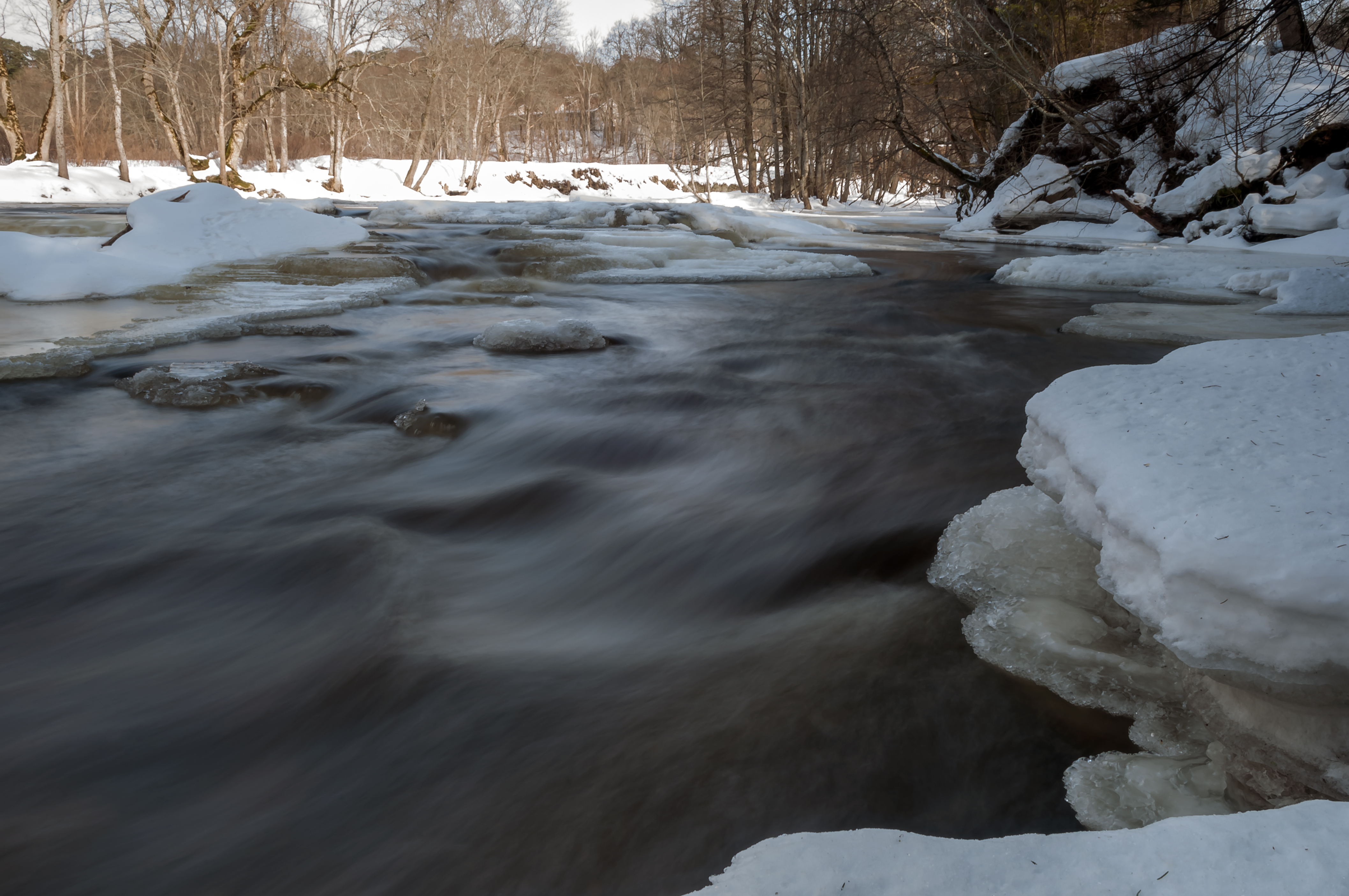
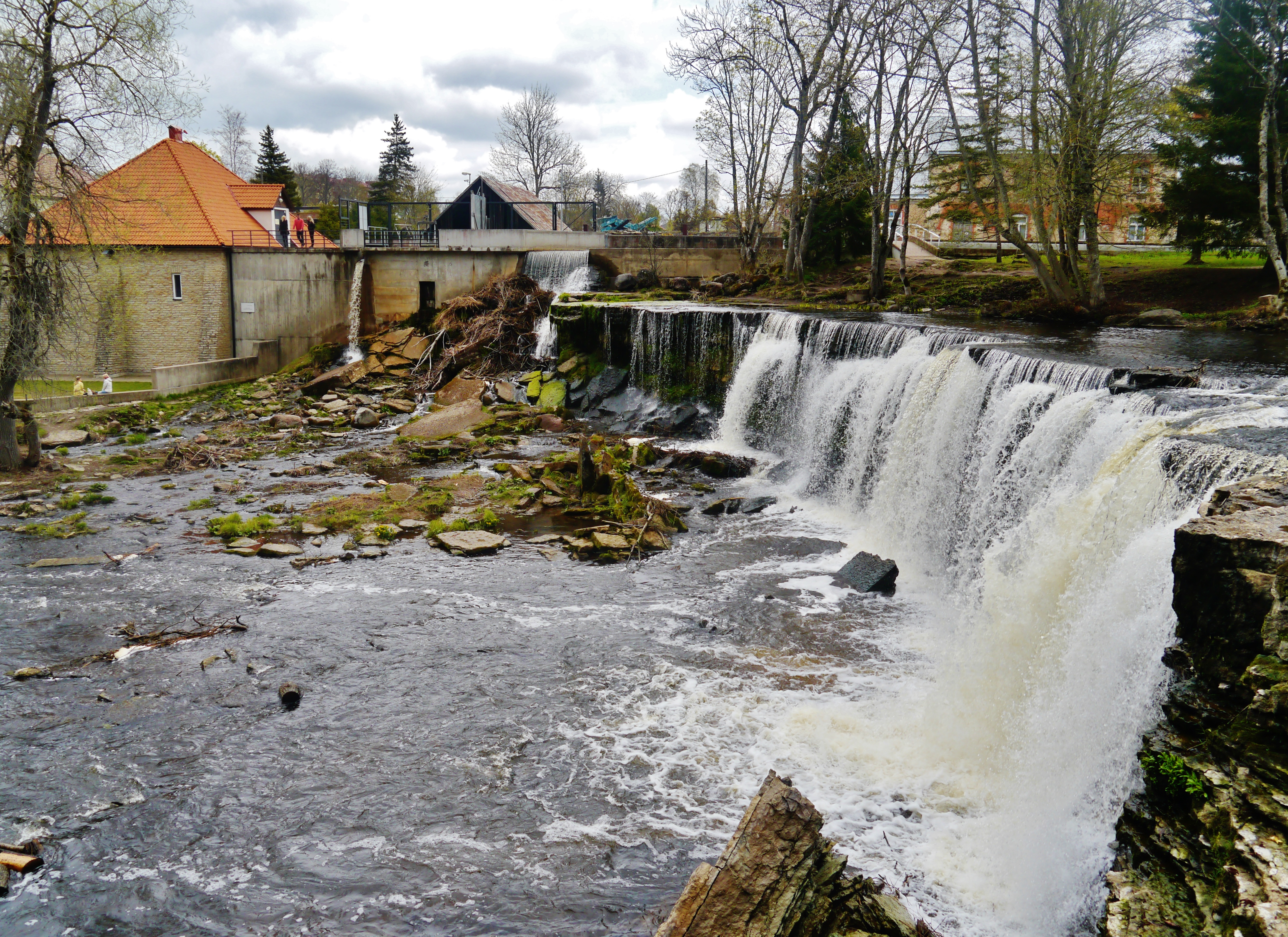
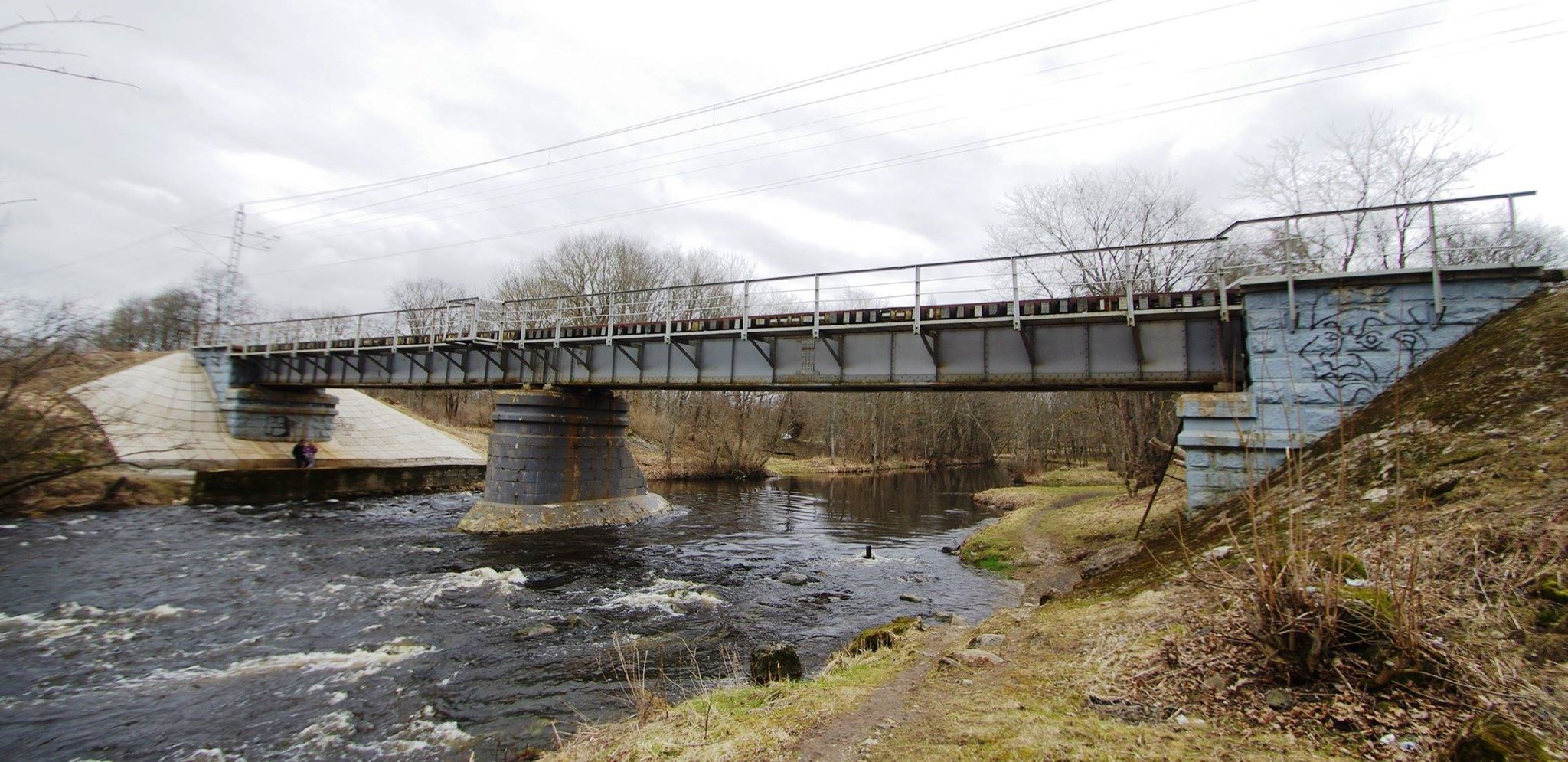
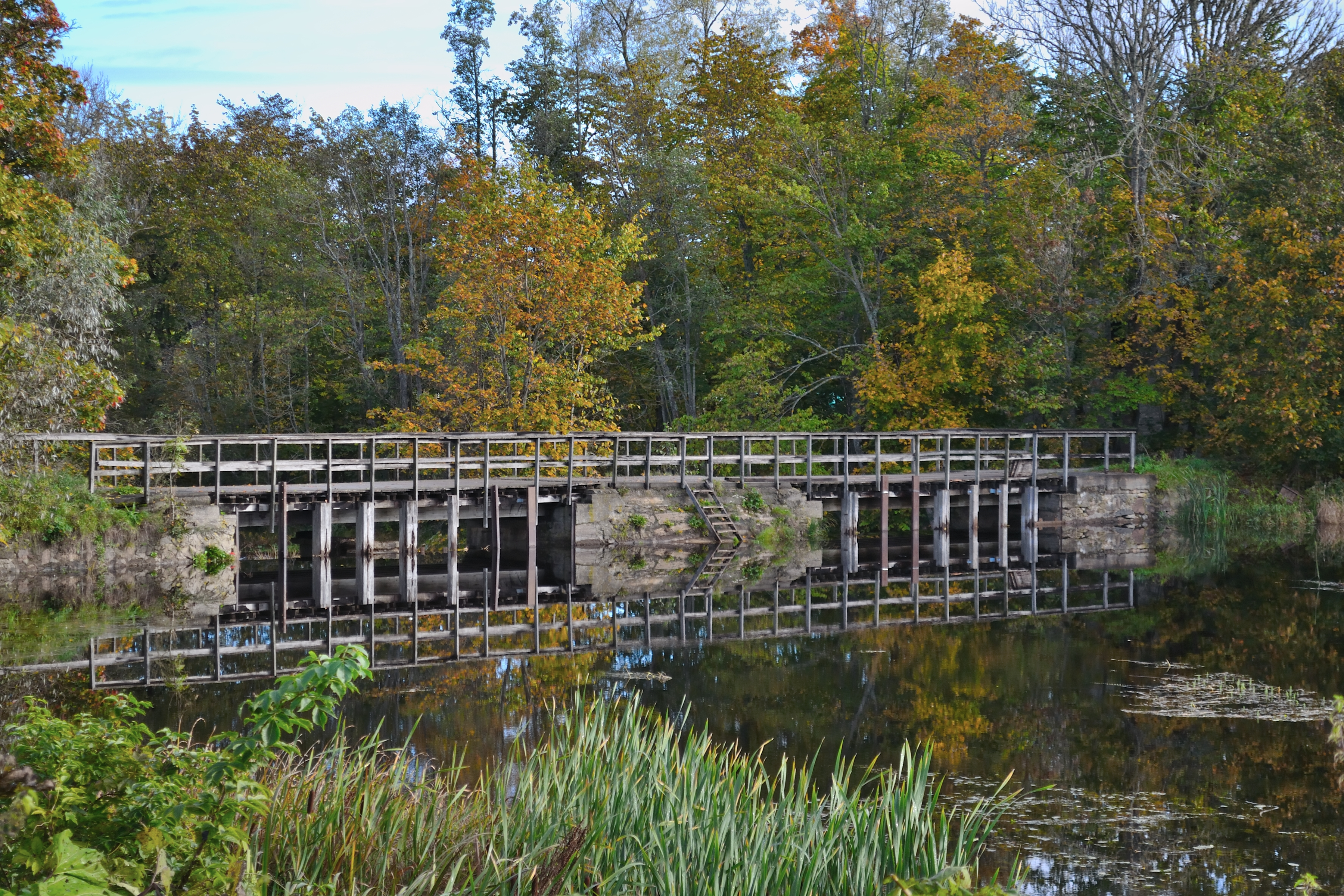

Кейла (ест. Keila jõgi) — річка в північній Естонії. Бере початок в болоті Лоосалу на південь від Юуру в повіті Рапламаа і впадає в Фінську затоку в невеликому поселенні Кейла-Йо.
На річці знаходиться Кейльский водоспад — третій за величиною в Естонії, заввишки 6 м і шириною 60—70 м.